# Église dell'Angelo Raffaele
L'église dell'Angelo Raffaele est une église catholique de Venise, en Italie, située dans le sestiere de Dorsoduro. Son nom officiel, peu usité, est chiesa di San Raffaele Arcangelo, et les Vénitiens ne la connaissent que sous le nom de Chiesa dell'Anzolo Rafael.

## Historique
L’église de San Raffaele Arcangelo, aurait été initialement érigée en 416 à la suite d'un vœu d’Adriana épouse de Genusio Ruteno seigneur de Padoue, pour le retour de son époux à Venise depuis le continent dévasté. Si on en croit cette légende l’église serait donc antérieure à l’Église de San Giacomo di Rialto donnée pour la plus ancienne (421).
Pour d'autres  c’est une des huit églises fondées à Venise par Magne d'Oderzo (it) (580 – 670)  évêque honoré comme saint par la religion catholique. Il est établi qu'une église dans ce quartier a été détruite dans un incendie en l'année 899 puis reconstruite, pour à nouveau bruler à deux reprises en 1106 et en 1149. Au début du XVIIe siècle, la précarité de la stabilité de l'immeuble rend nécessaire la reconstruction complète de l’édifice. Les travaux ont été achevés en 1639 par l'architecte Francesco Contin natif de Lugano. Les travaux de décoration intérieure, y compris la mise en place des tableaux et des statues, se poursuivront tout au long du  XVIIIe siècle.

## Localisation
L'église est située dans le sestiere de Dorsoduro, Contrada San Basegio. La façade principale orientée au nord est bordée par le Rio de l'Anzolo Rafael. Son flanc est limité par le Campo drio il Cimitero. L'abside est située Campo dell'Angelo Raffaele, son flanc ouest est bordé par la Salizada della Chiesa petite rue qui relie le  Campo dell'Angelo Raffaele au Ponte de l'Anzolo. L'entrée usuelle est sur cette rue.

## L'édifice

### L'extérieur
L'église est bâtie en croix grecque sur les fondations des anciennes structures. La face de Francesco Contin (en) est tournée vers le Rio de l'angelo Raphaël. L'entrée la plus utilisée donne toutefois sur la salizzada de la chiessa à sa droite. La sculpture L'Ange Raphaël avec Tobias au-dessus de la porte d'entrée est de Sebastiano Mariani.
L’édifice est complété des deux clochers de section carrée identiques, de style roman, surmontés d’une flèche recouverte de plomb.

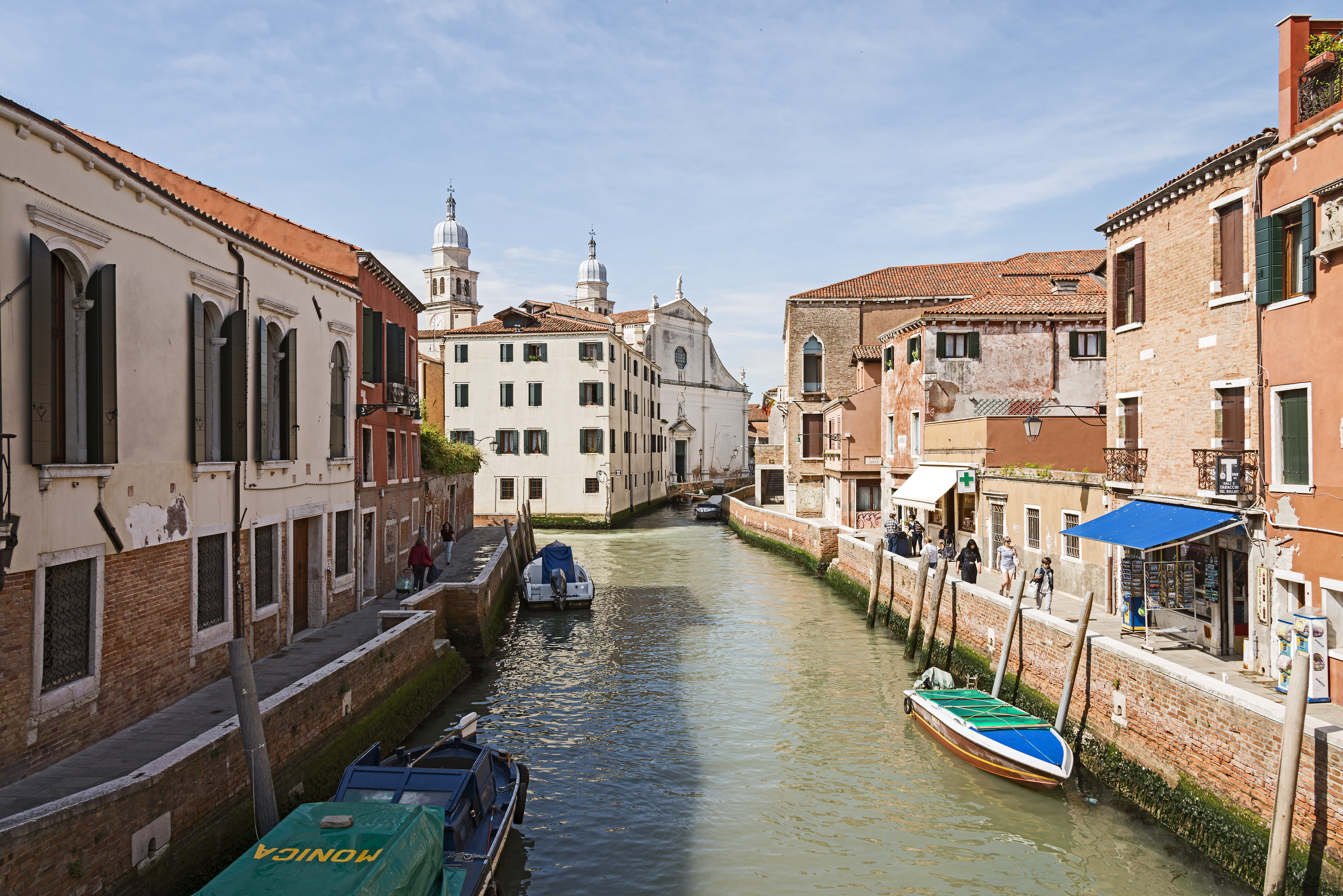
L'église et ces campaniles vus du Rio dei Carmini
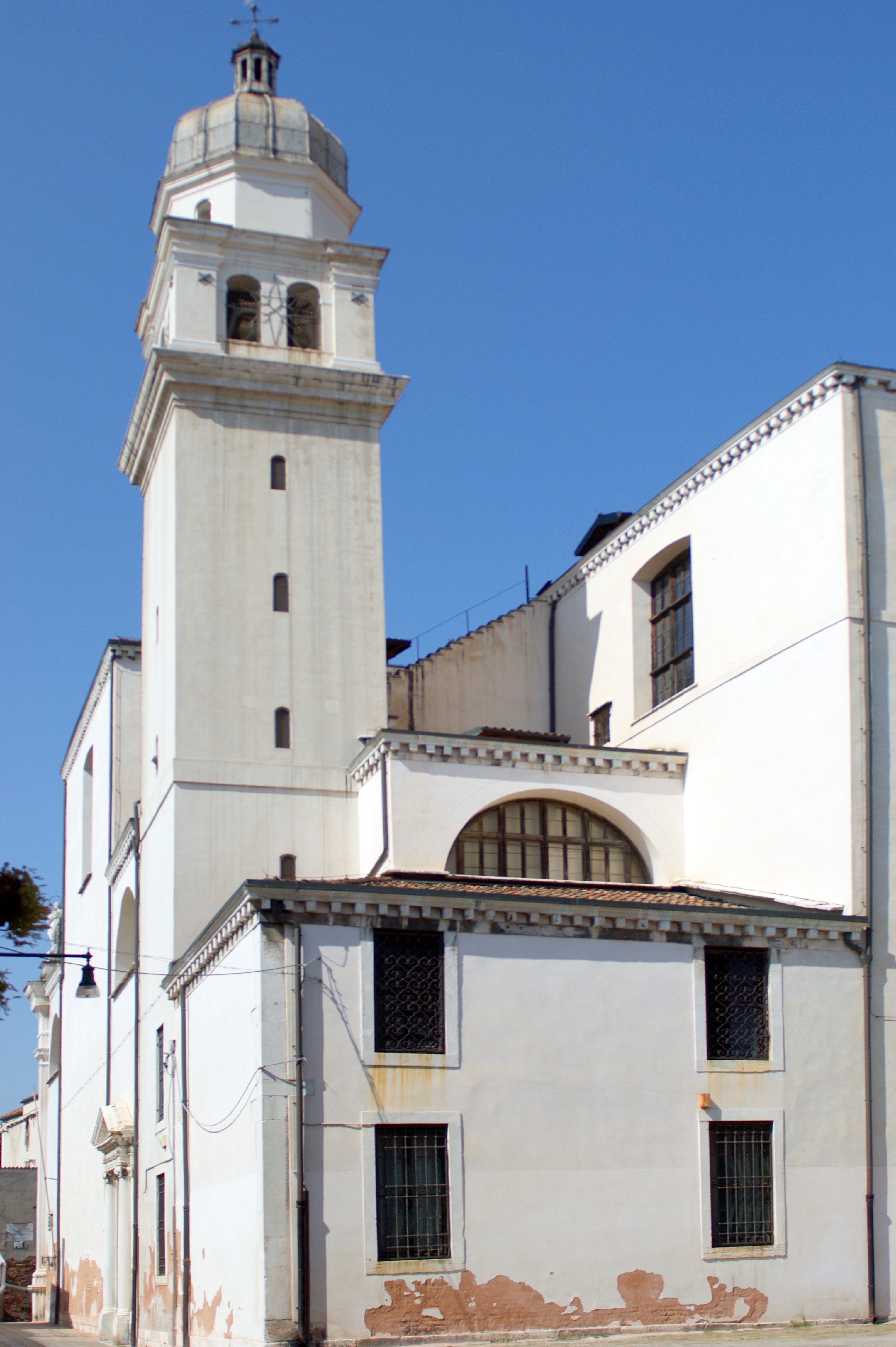
Clocher et abside
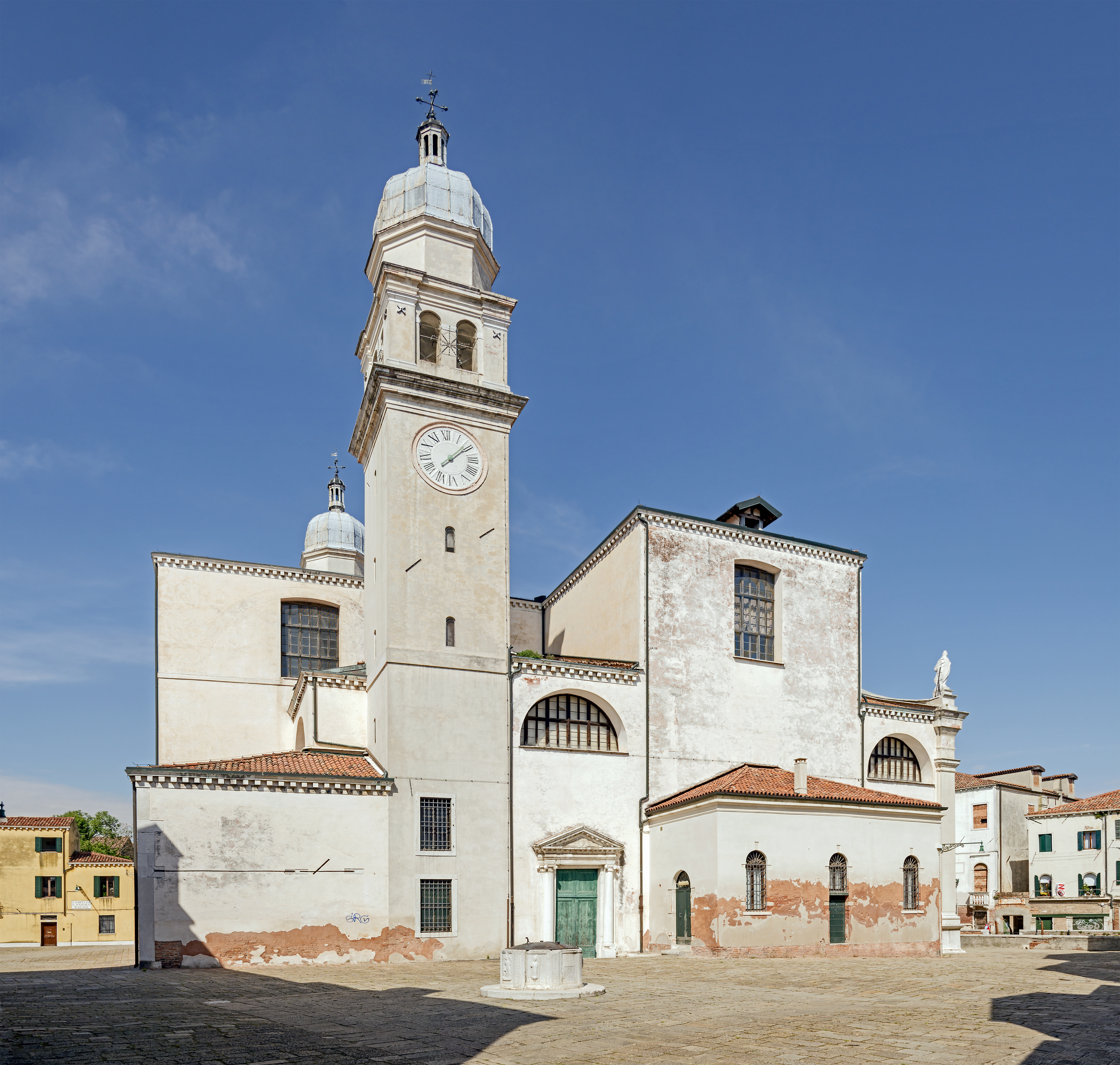
La façade Est vue du Campo dietro il Cimitero

### L'intérieur
Les sculptures intérieures sont de Sebastiano Mariani (it).
Le plafond de la travée centrale de la nef est une fresque de Francesco Fontebasso. Il existe d’autres peintures de cet auteur dans la chapelle du baptistère

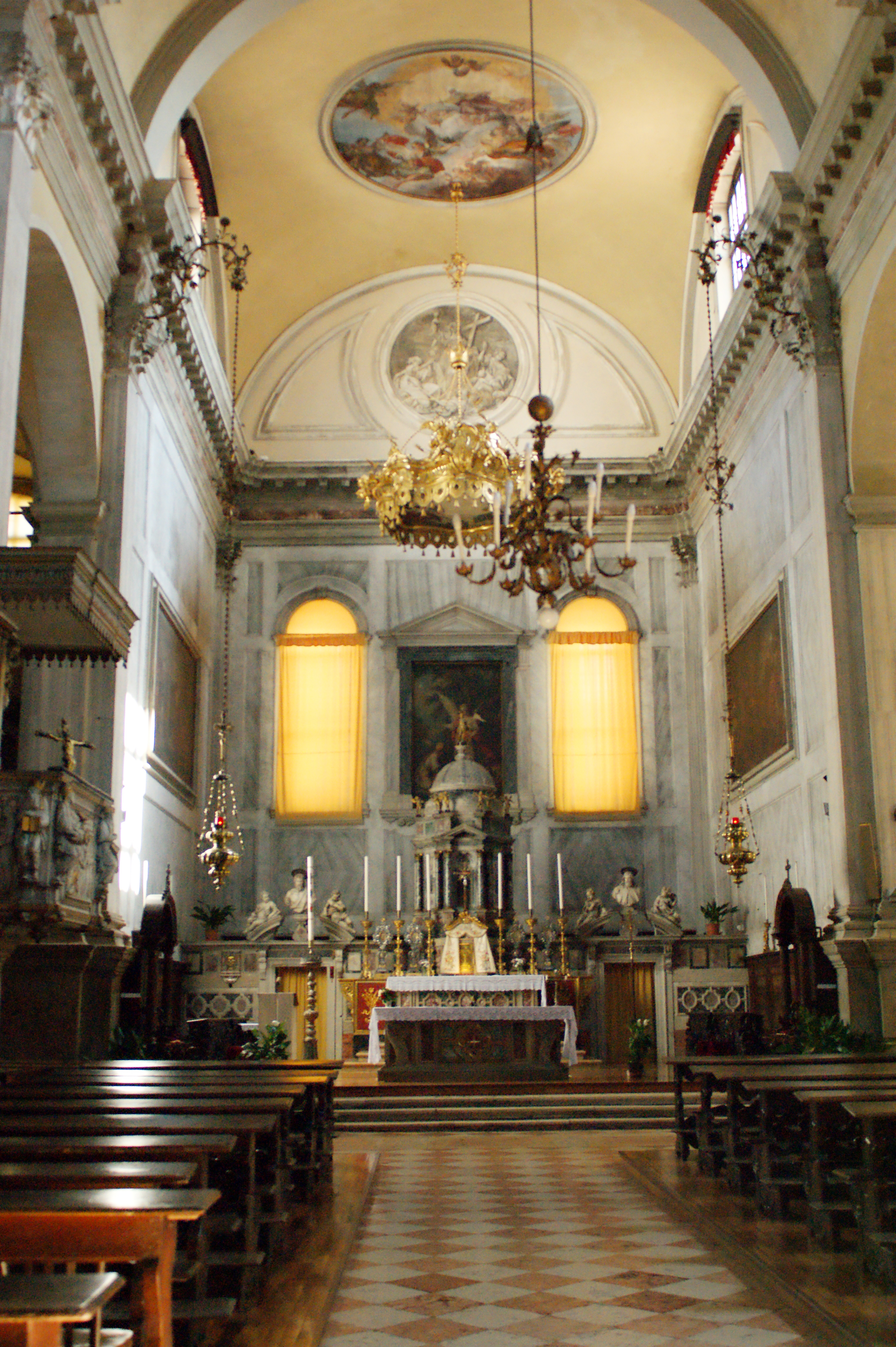
Vue générale de l'intérieur
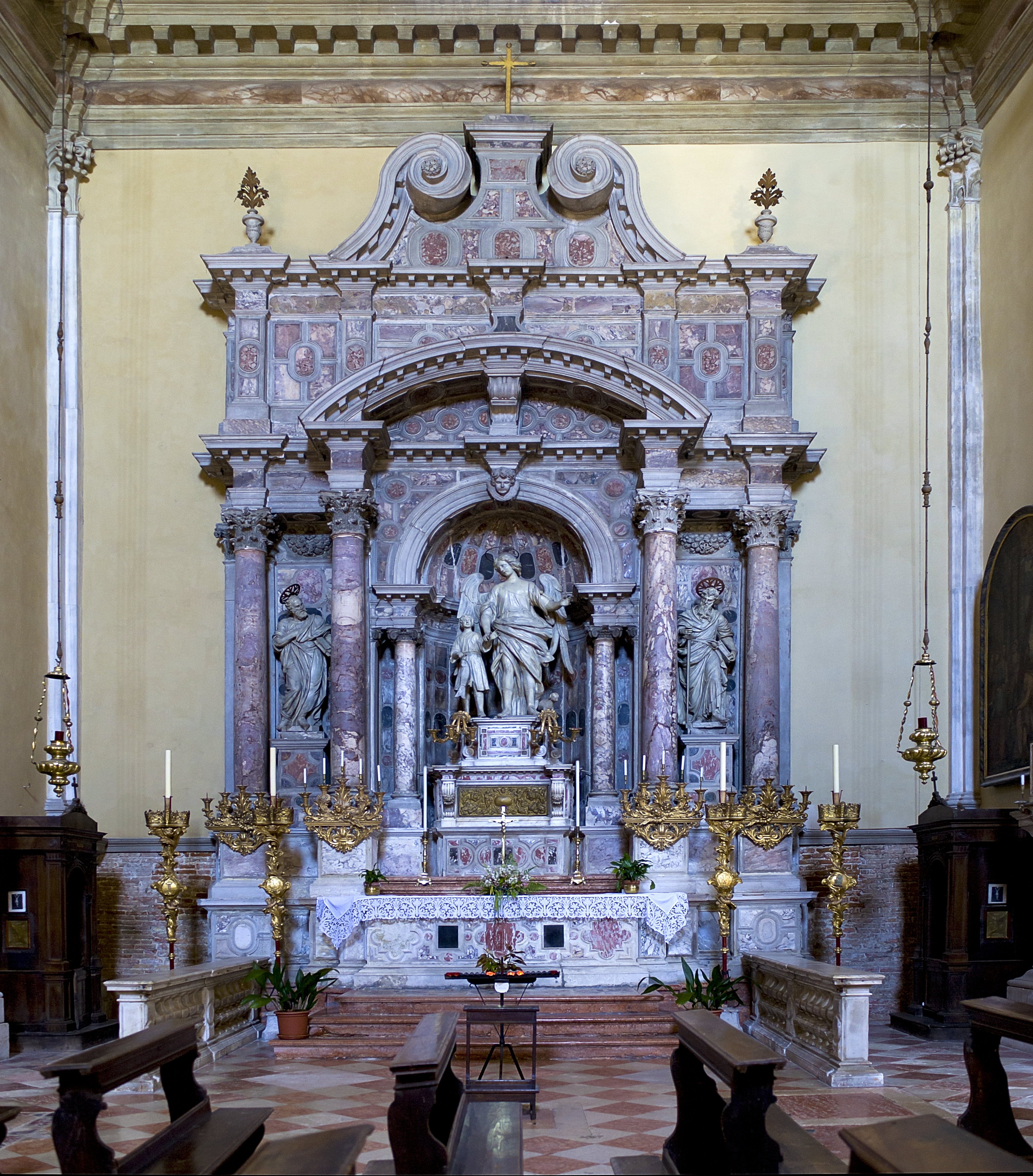
Autel de l'Archange Raphaël
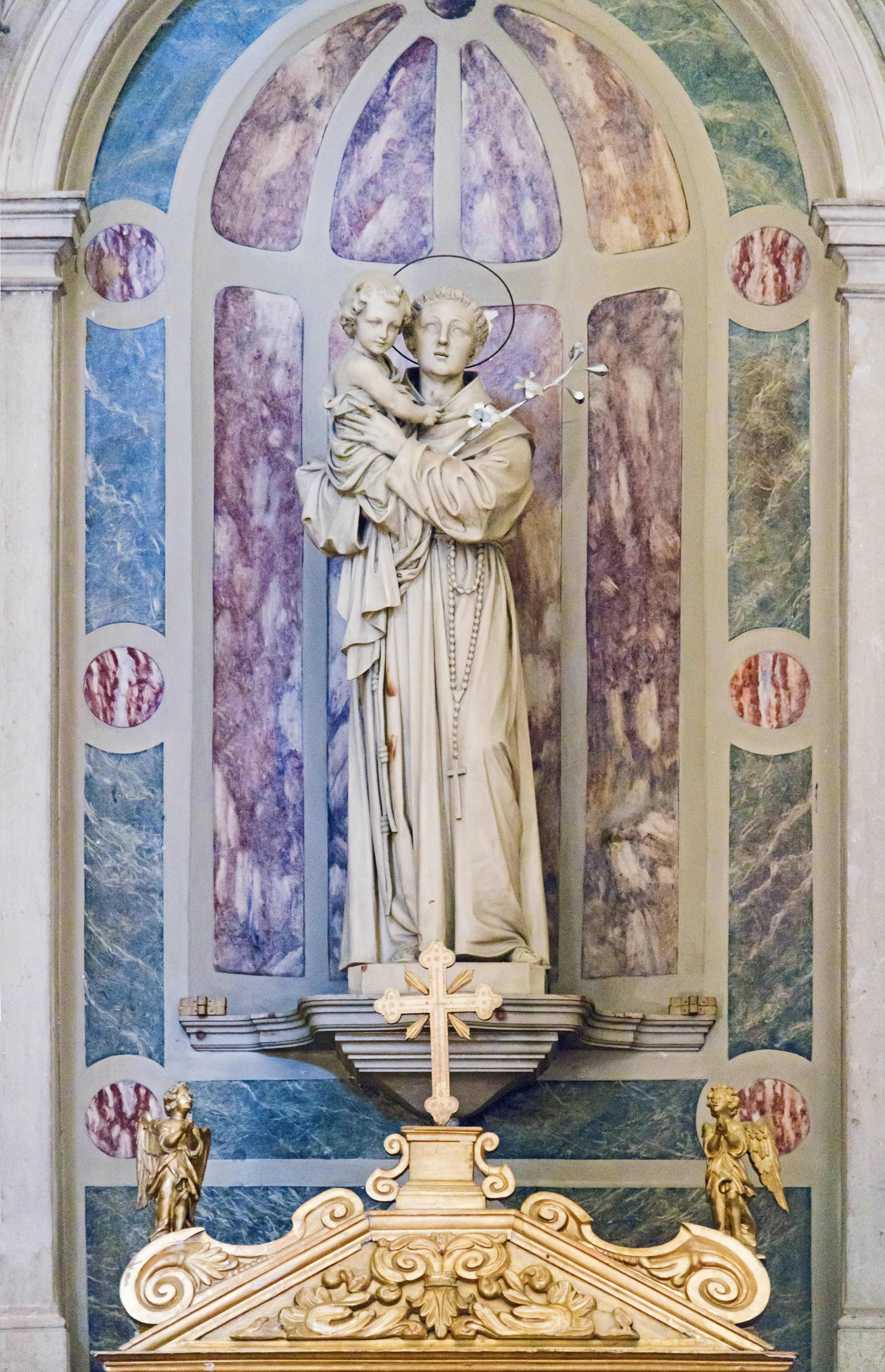
Autel de Saint Antoine de Padoue
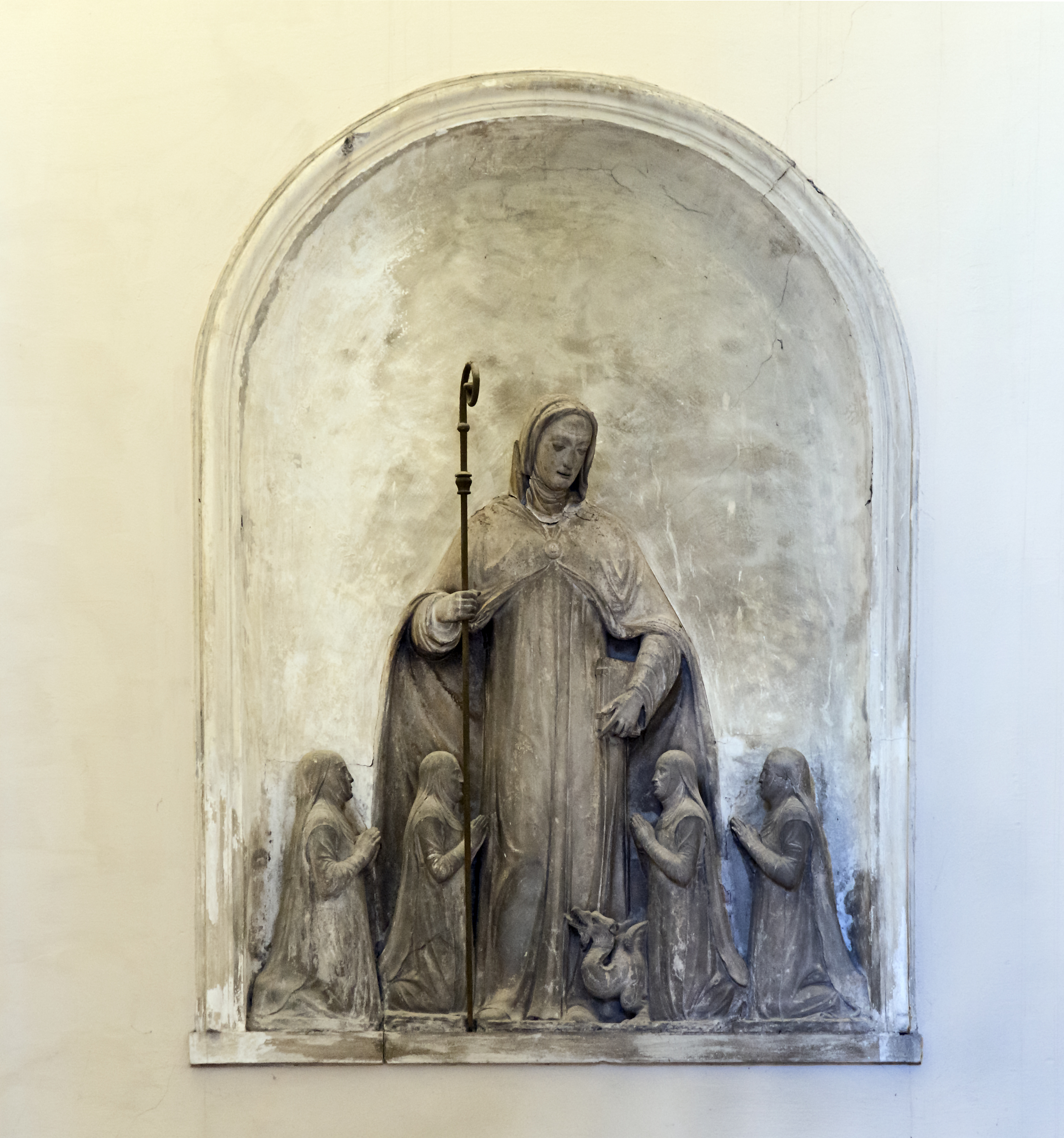
Vierge de miséricorde du XVe siècle
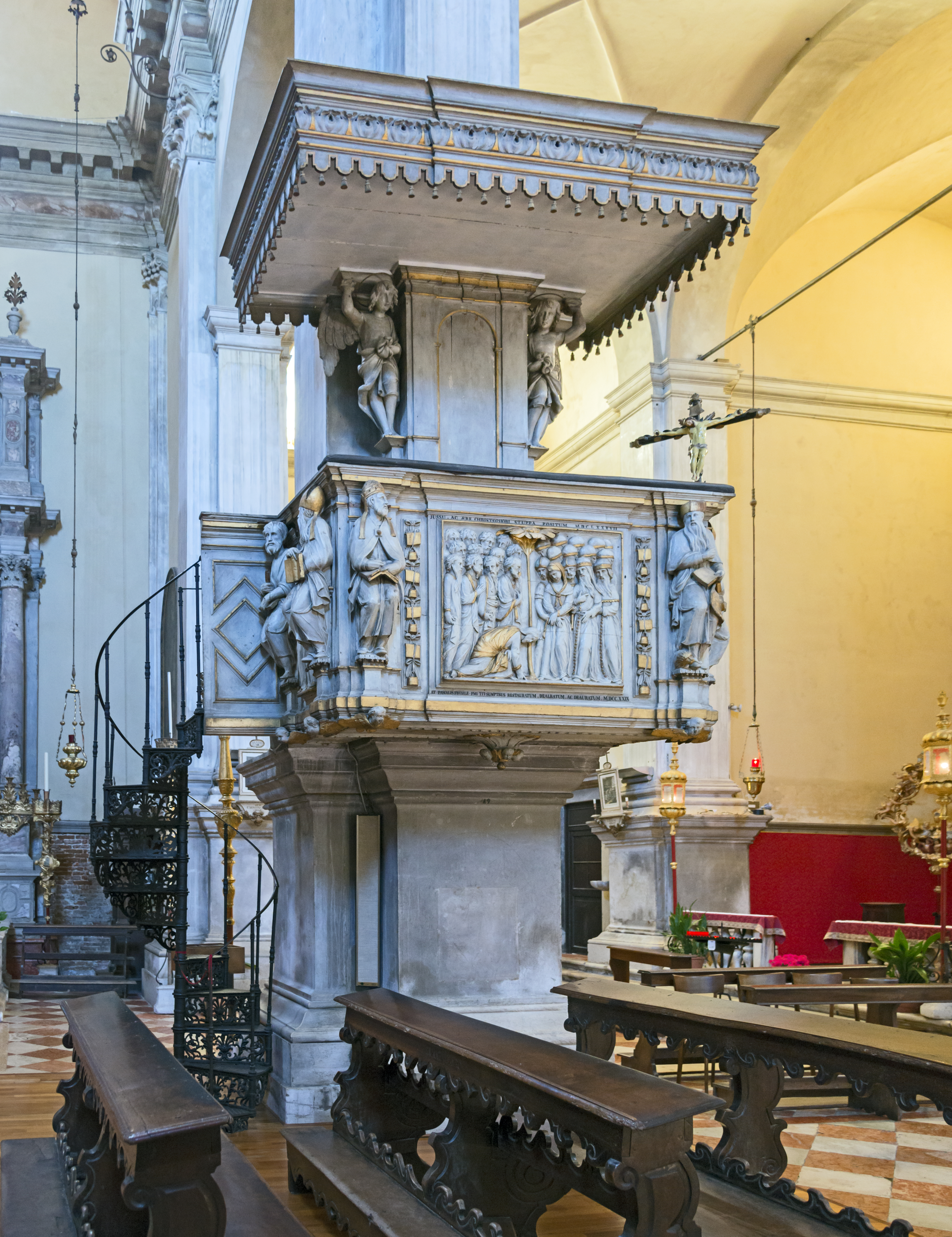
La chaire
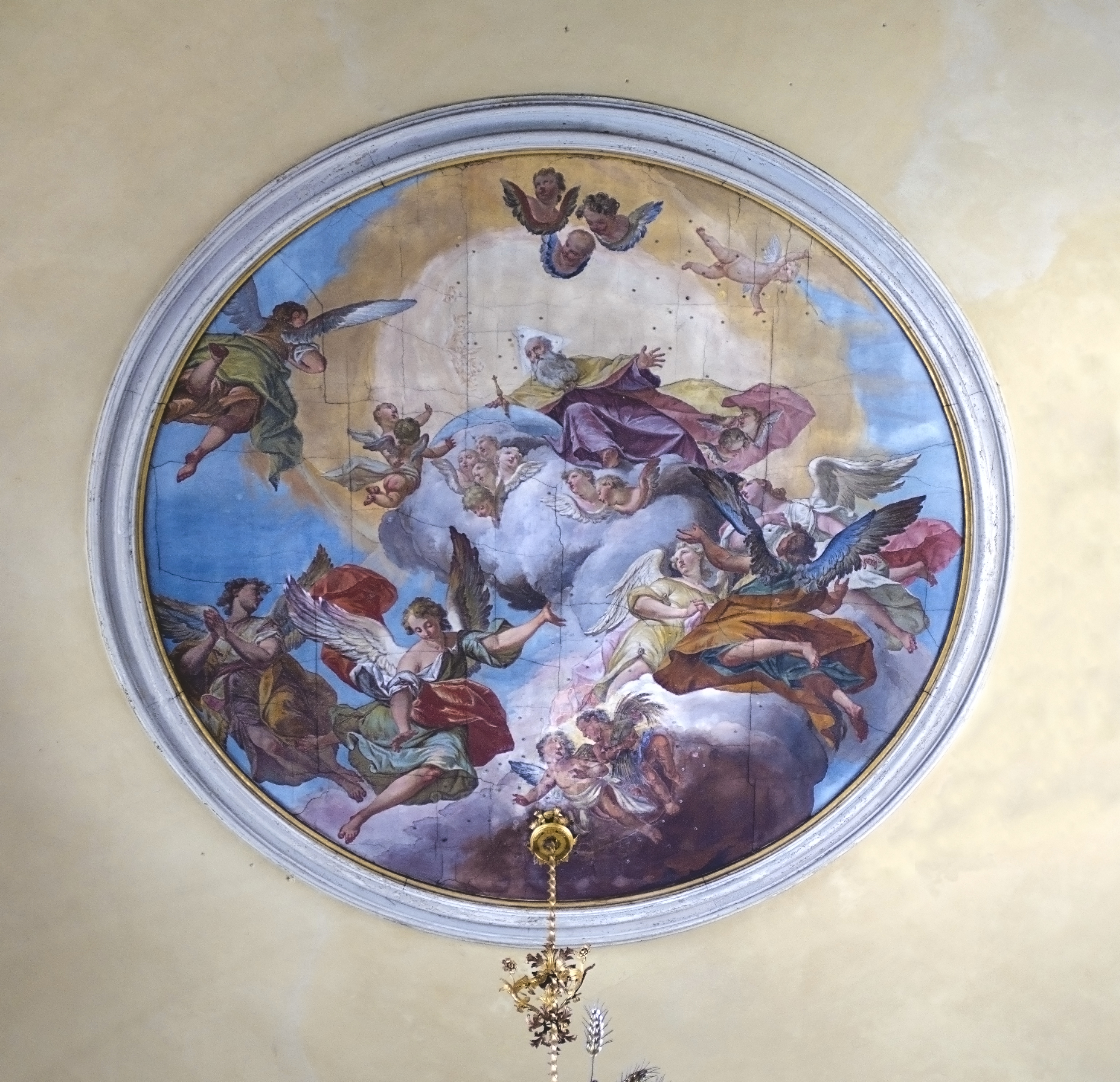
Plafond du chœur
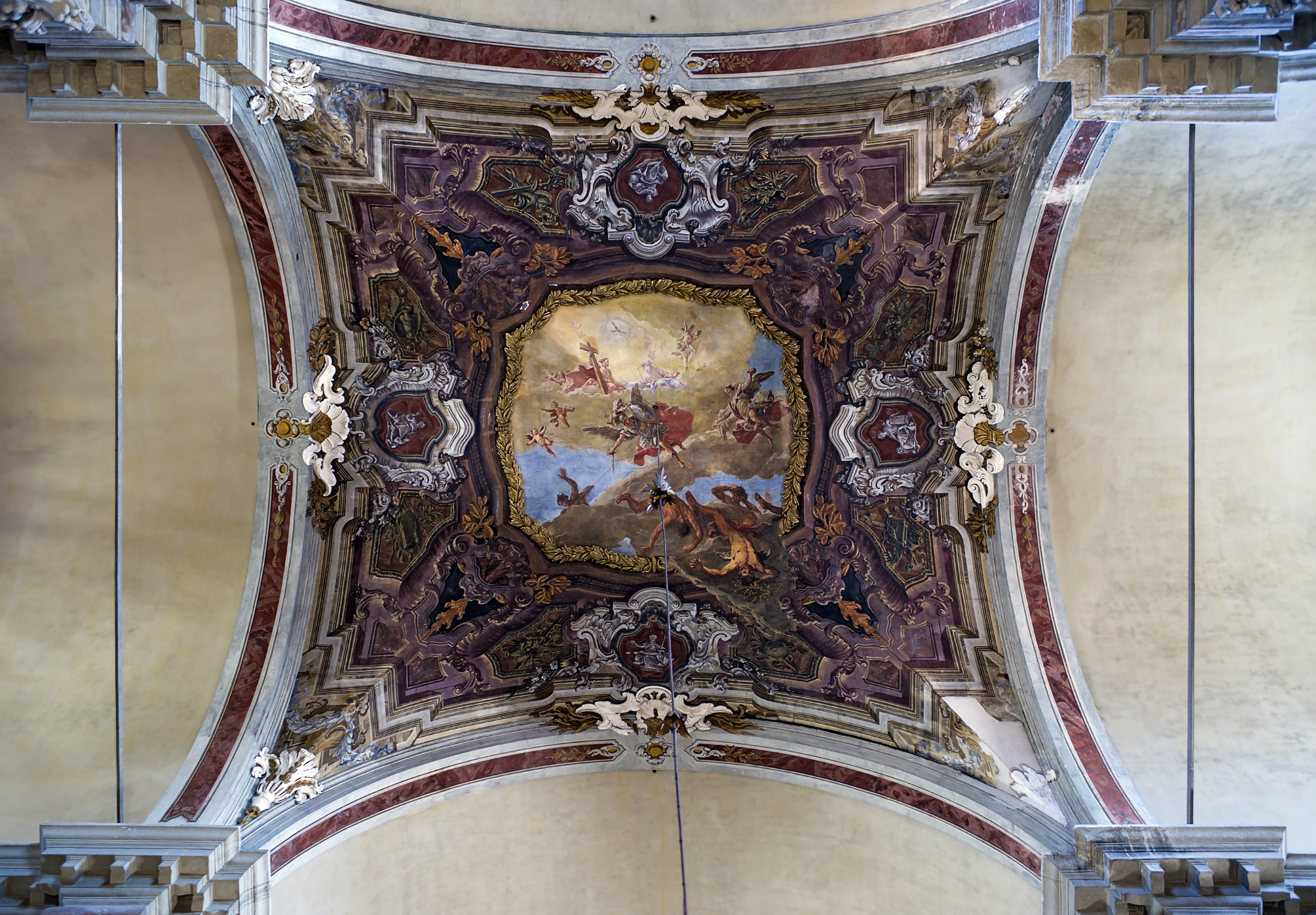
plafond
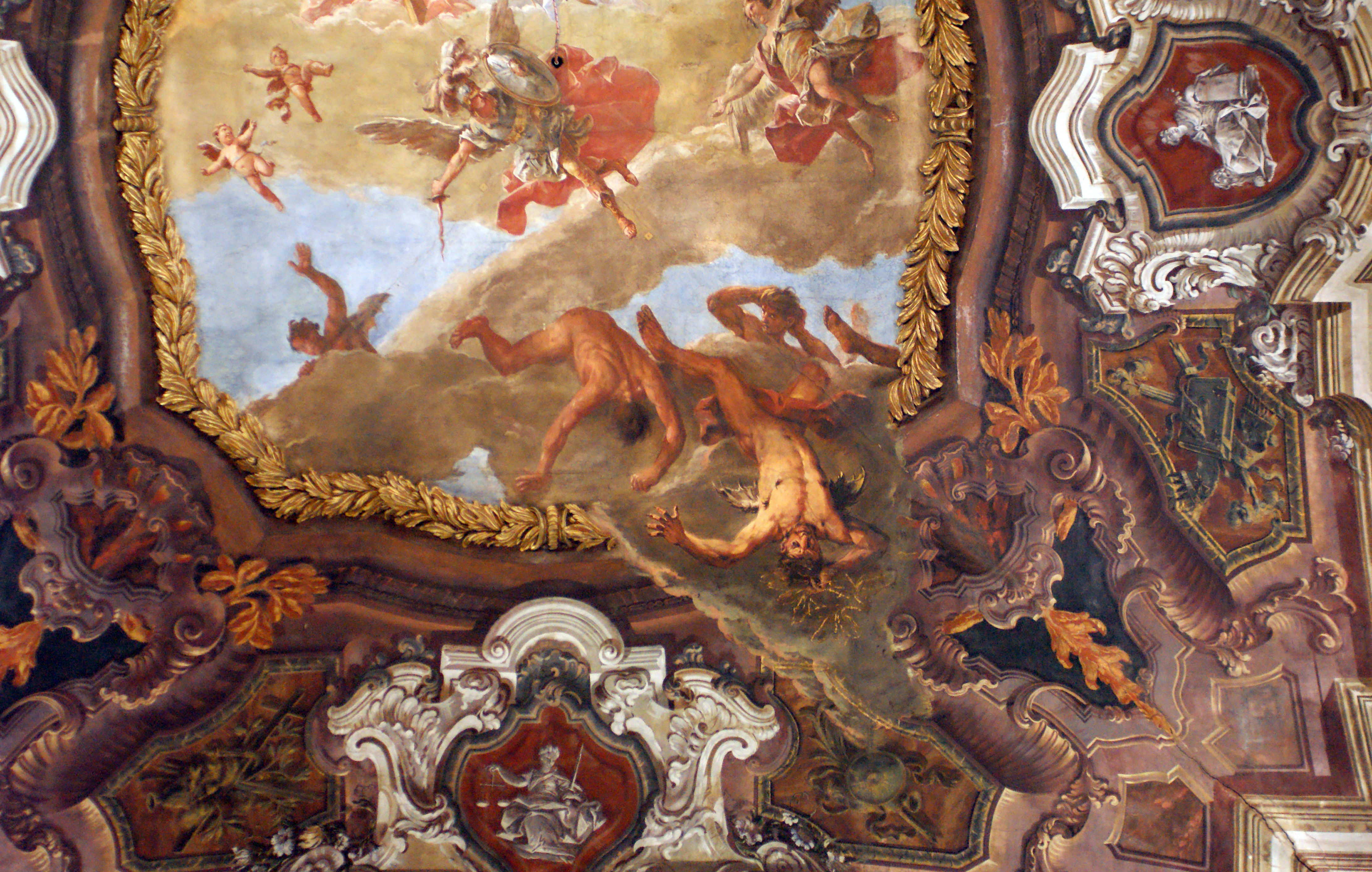
Détail du plafond

### L'orgue
L’orgue imposant au-dessus de la porte d’entrée principale été construit en 1821 par les frères Anthony et Callido Augustin, fils du célèbre facteur d’orgue Gaetano Augustin. Il a ensuite été modifié par les frères Bazzani en 1848, à nouveau en 1862. En 1961 il a été restauré par la société Tamburini. Les peintures du parapet de l'orgue, datées de 1750-1755, représentant l'Histoire de Tobie, sont de Gianantonio Guardi.

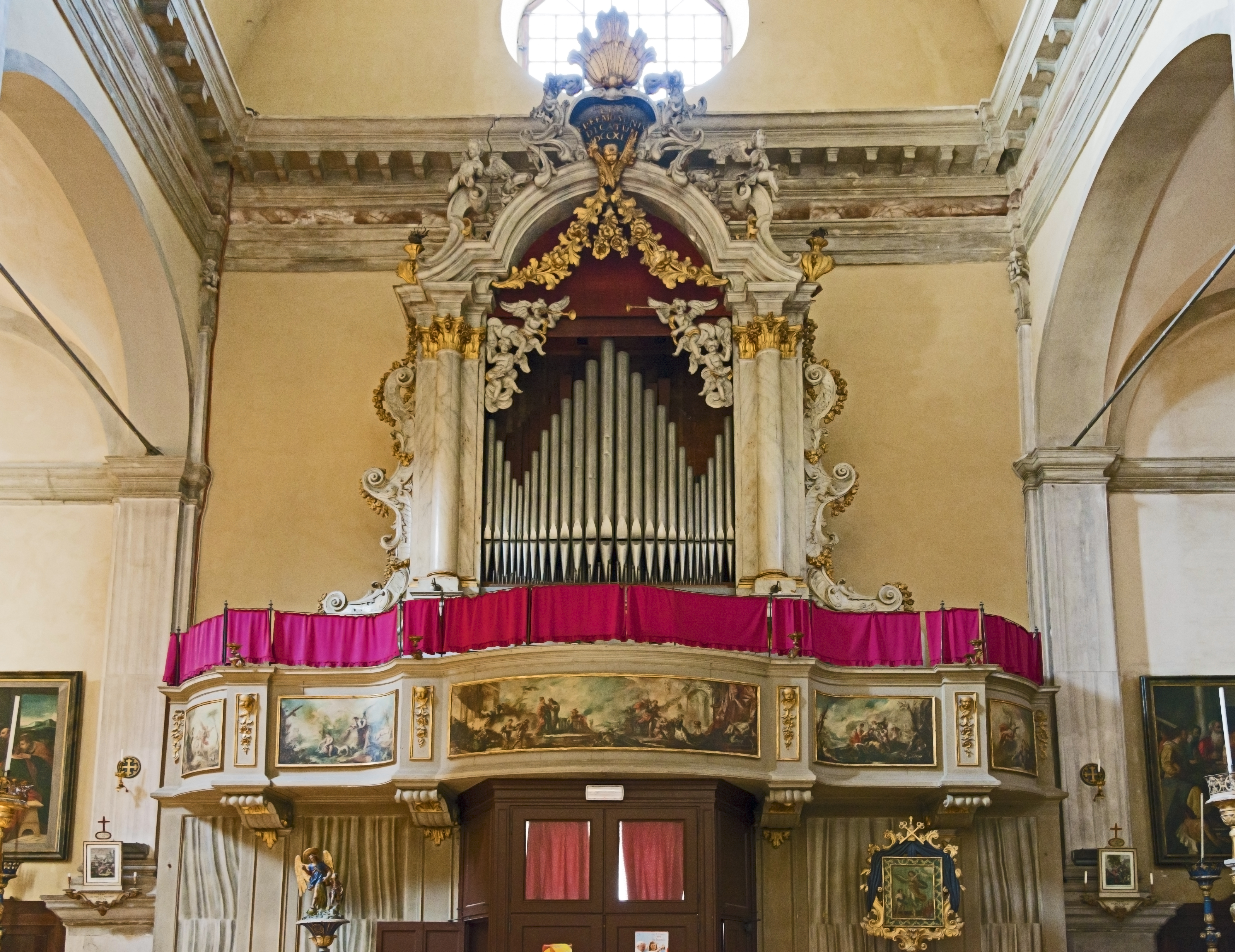
L'orgue
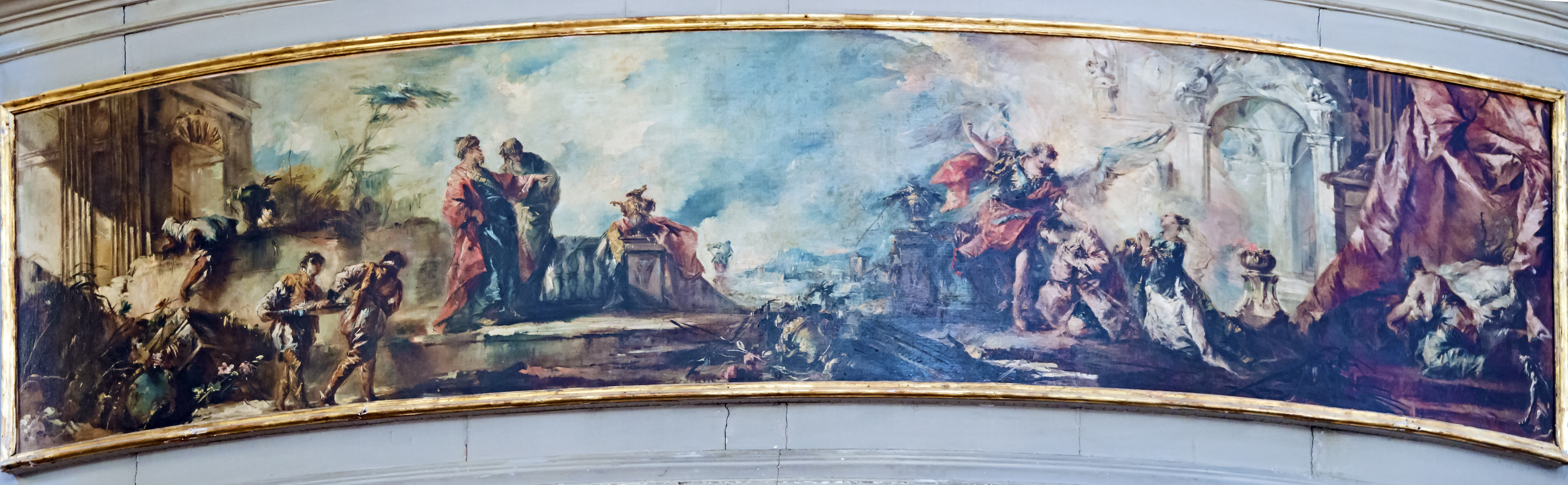
"Le Mariage de Tobias" (1750-1755) Gianantonio Guardi

## Auteurs des œuvres visibles à l'intérieur
- Bonifazio de'Pitati
- Palma il Giovane
- Giovanni Battista Zelotti
- Francesco Guardi
- Gianantonio Guardi
- Francesco Fontebasso
- Gaspare Diziani
- Michelangelo Morlaiter